# Ray Milland
 (mars 2019).
Si vous disposez d'ouvrages ou d'articles de référence ou si vous connaissez des sites web de qualité traitant du thème abordé ici, merci de compléter l'article en donnant les références utiles à sa vérifiabilité et en les liant à la section « Notes et références ».
Pour les articles homonymes, voir Milland.
Ray Milland, nom d'artiste de Reginald Truscott-Jones, est un acteur, réalisateur et producteur britannique, né le 3 janvier 1907 à Neath (Royaume-Uni), et mort le 10 mars 1986 à Torrance (Californie).
Il est le premier acteur à recevoir, au premier festival de Cannes (1946), le prix d'interprétation masculine pour son rôle de l'écrivain alcoolique Don Birnam dans le film Le Poison de Billy Wilder, sorti en 1945.

## Biographie et carrière
Ray Milland fait ses études au King's College de Londres et sert dans la Household Cavalry. C'est l'actrice américaine Estelle Brody qui l'amène à changer de voie. 
Sa première apparition comme acteur est dans le film Piccadilly (1929) où figure Anna May Wong, puis sur scène, brièvement, dans The Woman in Room 13. Il débute à Hollywood dès 1930, dans des rôles modestes; sous contrat avec la MGM, il côtoie des stars comme John Gilbert, Wallace Beery, Kay Francis, Marion Davies, Norma Shearer, Robert Montgomery, Charles Laughton... 
En 1933, il tourne quelques films en Angleterre. Pris sous contrat par Paramount en 1934, il enchaîne les participations, souvent dans des rôles d'aristocrates (Aller et Retour, Trois Jeunes Filles à la page...), parfois sous le nom de Raymond Milland, et accède aux premiers rôles dans Hula, fille de la brousse avec la débutante Dorothy Lamour et en jouant le détective britannique Bulldog Drummond, succédant en cela à Rod La Rocque et son compatriote Ronald Colman notamment. Il incarne le héros romantique de films d'aventures face à Frances Farmer, Miriam Hopkins, Isa Miranda, et surtout Lamour, qu'il retrouve à plusieurs reprises, ou dans des comédies (Le docteur se marie d'Alexander Hall avec Loretta Young, Éveille-toi mon amour de Mitchell Leisen avec Claudette Colbert), s'essayant au film musical dans Irene au côté d'Anna Neagle. Il acquiert encore une reconnaissance supérieure lorsqu'il partage la vedette de Beau Geste, réalisé par William Wellman, avec Gary Cooper, en 1939.
Durant la Seconde Guerre mondiale, Milland travaille comme instructeur dans l'armée de l'air, continuant de tourner (Espionne aux enchères avec Paulette Goddard, Les Naufrageurs des mers du Sud de Cecil B. DeMille avec John Wayne, Uniformes et Jupons courts de Billy Wilder avec Ginger Rogers). À partir de 1944, il trouve ses meilleurs rôles dans le registre noir, dans Espions sur la Tamise de Fritz Lang et surtout Le Poison de Wilder, drame sur l'alcoolisme qui lui vaut un Oscar et un prix d'interprétation à Cannes. 
L'acteur travaille régulièrement avec Leisen (Les Anneaux d'or au côté de Marlene Dietrich) ainsi qu'avec John Farrow (le thriller La Grande Horloge où il retrouve son compatriote Charles Laughton, les westerns Californie terre promise et Terre damnée avec respectivement Barbara Stanwyck et Hedy Lamarr). Il s'illustre aussi dans le mélodrame Ma vie à moi de George Cukor, avec Lana Turner en vedette, et dans le film noir L'enquête est close de Jacques Tourneur au début des années 1950. Dans Something to Live For de George Stevens, dans Le crime était presque parfait d'Alfred Hitchcock, il incarne le mari machiavélique de Grace Kelly, dans La Fille sur la balançoire de Richard Fleischer le mentor d'Evelyn Nesbit (Joan Collins). 
Il débute ensuite dans la réalisation, signant son premier film Un homme traqué (en) (A Man Alone) (1955), western avec Raymond Burr et Lee Van Cleef, L'Homme de Lisbonne (1956), film criminel avec Maureen O'Hara et Claude Rains, et le film de science-fiction Panic in Year Zero! (1962) avec Jean Hagen, entre autres. Entretemps, il apparaît dans Le Bord de la rivière d'Allan Dwan dont il partage l'affiche avec Anthony Quinn et Debra Paget.
Milland demeure très actif jusque dans les années 1980 : il joue dans plusieurs films de Roger Corman (L'Enterré vivant d'après Edgar Allan Poe, L'Horrible Cas du Dr X), figurant au générique de plusieurs films d'horreur, de Love Story en 1970 et Le Dernier Nabab d'Elia Kazan en 1976. À la télévision il est tout aussi actif, comme réalisateur et acteur, participant à deux épisodes de Columbo , récompensé pour sa prestation dans Le Riche et le Pauvre, jouant le père de Stefanie Powers dans Pour l'amour du risque; le public le voit aussi dans The Alfred Hitchcock Hour, La croisière s'amuse, Drôles de dames... Il fut la vedette des séries Meet Mr McNutley (1953-1954) et Markham (1959-1960, 60 épisodes).
Ray Milland a été marié à Muriel Weber (1908-1992) de 1932 jusqu'à sa mort. Il a écrit son autobiographie Wide-Eyed in Babylon en 1974.
Milland est décédé d'un cancer du poumon au Torrance Memorial Medical Center de Torrance, en Californie, le 10 mars 1986. Il avait 79 ans. Conformément à ses instructions, aucune funéraille n'a eu lieu. Son corps a été incinéré et ses cendres ont été dispersées dans l'océan Pacifique au large de Redondo Beach, en Californie.

#### Cinéma

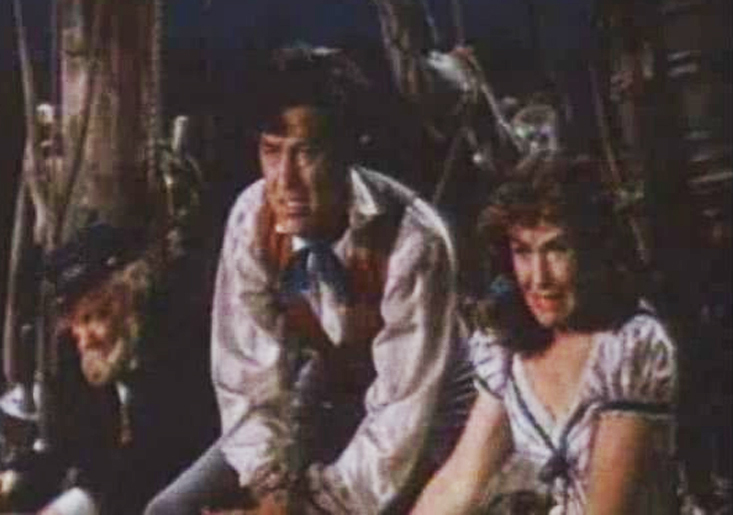
Ray Milland et Paulette Goddard dans Les Naufrageurs des mers du Sud, 1942.

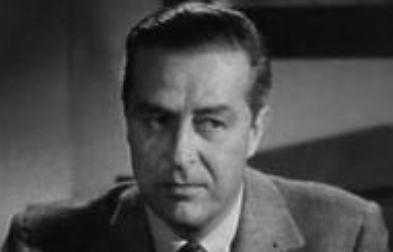
Ray Milland dans Ma vie à moi, 1950.

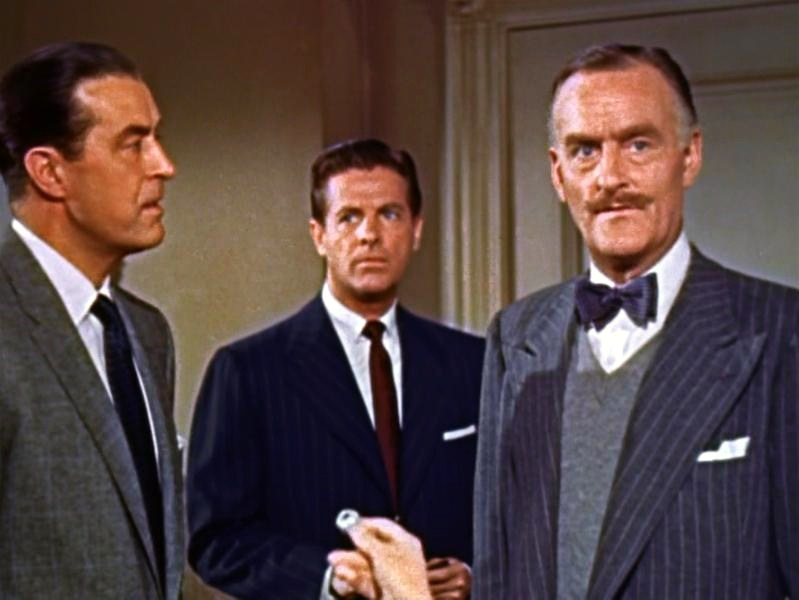
De g. à d. : Ray Milland, Robert Cummings et John Williams dans Le crime était presque parfait, 1954.

## Filmographie

### Années 1920
- 1929 : The Flying Scotsman de Castleton Knight : Jim Edwards
- 1929 : The Lady from the Sea (en) de Castleton Knight  : Tom Roberts
- 1929 : The Plaything de Castleton Knight : Ian
- 1929 : Piccadilly d'Ewald André Dupont : Extra in Nightclub Scene
- 1929 : The Informer d'Arthur Robison : Sharpshooter

### Années 1930
- 1930 : Way for a Sailor de Sam Wood : Ship's officer
- 1930 : Passion Flower de William C. de Mille : Party guest with letter
- 1931 : The Bachelor Father de Robert Z. Leonard : Geoffrey Trent
- 1931 : Strangers May Kiss de George Fitzmaurice : Third Admirer
- 1931 : C'est mon gigolo (Just a Gigolo) de Jack Conway : Freddie
- 1931 : Bought d'Archie Mayo : Charles Carter
- 1931 : Ambassador Bill de Sam Taylor : King Lothar
- 1931 : Blonde Crazy de Roy Del Ruth : Joe Reynolds
- 1932 : L'Homme qui jouait à être Dieu (The Man who played God) de John G. Adolfi : Eddie
- 1932 : Polly of the Circus d'Alfred Santell : Church Usher
- 1932 : But the Flesh Is Weak de Jack Conway : Mr Stewart
- 1932 : Payment Deferred : James Medland
- 1933 : This Is the Life : Bob Travers
- 1933 : Orders Is Orders : Dashwood
- 1934 : Bolero : Lord Robert Coray
- 1934 : We're Not Dressing : Prince Michael Stofani
- 1934 : Many Happy Returns (en) de Norman Z. McLeod : Ted Lambert
- 1934 : Charlie Chan in London : Neil Howard
- 1934 : Menace : Freddie Bastion
- 1934 : One Hour Late : Tony St. John
- 1935 : Aller et Retour (The Gilded Lily) de Wesley Ruggles : Charles Gray (Lord Granton)
- 1935 : Ultime Forfait, de Mitchell Leisen : Carl Barrett
- 1935 : Alias Mary Dow : Peter Marshall
- 1935 : La Clé de verre (The Glass Key) de Frank Tuttle : Taylor Henry
- 1936 : Épreuves (Next Time We Love) d'Edward H. Griffith : Tommy Abbott
- 1936 : Le Retour de Sophie Lang (The Return of Sophie Lang) de George Archainbaud : Jimmy Dawson
- 1936 : The Big Broadcast of 1937 : Bob Miller
- 1936 : Trois Jeunes Filles à la page (Three smarts girls) : Lord Michael Stuart
- 1936 : Hula, fille de la brousse (The Jungle Princess) : Christpher Powell
- 1937 : Bulldog Drummond Escapes : Capt. Hugh 'Bulldog' Drummond
- 1937 : À l'est de Shanghaï (Wings Over Honolulu) de H. C. Potter : Lt. Samuel Gilchrist
- 1937 : La Vie facile (Easy Living) : John Ball, Jr.
- 1937 : Le Voilier maudit (Ebb Tide) de James P. Hogan : Robert Herrick
- 1937 : SOS vertu ! (Wise Girl) de Leigh Jason : John O'Halloran
- 1938 : Toura, déesse de la Jungle (Her Jungle Love) : Bob Mitchell
- 1938 : La Belle de Mexico (Tropic Holiday) : Ken Warren
- 1938 : Les Hommes volants (Men with Wings) de William A. Wellman : Scott Barnes
- 1938 : Say It in French : Richard Carrington, Jr.
- 1939 : Hotel Imperial : Lieutenant Nemassy
- 1939 : Beau Geste : John Geste
- 1939 : Tout se passe la nuit (Everything Happens at Night) d'Irving Cummings : Geoffrey Thompson

### Années 1940
- 1940 : En français, messieurs (French Without Tears) : Alan Howard
- 1940 : Irene : Donald 'Don' Marshall
- 1940 : Le docteur se marie (The Doctor Takes a Wife) : Dr Timothy Sterling
- 1940 : Untamed : Dr William Crawford
- 1940 : Éveille-toi mon amour (Arise, My Love) de Mitchell Leisen : Tom Martin
- 1941 : L'Escadrille des jeunes (I Wanted Wings) : Jeff Young
- 1941 : La Folle alouette (Skylark) : Tony Kenyon
- 1942 : Espionne aux enchères (The Lady Has Plans) : Kenneth Clarence Harper
- 1942 : Les Naufrageurs des mers du Sud (Reap the Wild Wind) de Cecil B. DeMille : Mr. Stephen 'Steve' Tolliver
- 1942 : Madame exagère (Are Husbands Necessary?) de Norman Taurog : George Cugat
- 1942 : Uniformes et Jupons courts (The Major and the Minor) : Major Philip Kirby
- 1942 : Au Pays du rythme (Star spangled rythm) de George Marshall
- 1943 : Et la vie recommence (Forever and a Day) : Lt. William 'Bill' Trimble
- 1943 : La Boule de cristal (The Crystal Ball) : Brad Cavanaugh
- 1944 : La Falaise mystérieuse (The Uninvited) : Roderick Fitzgerald
- 1944 : Les Nuits ensorcelées (Lady in the dark) de Mitchell Leisen : Charley Johnson
- 1944 : Voyage sans retour (Till We Meet Again) : John
- 1944 : Espions sur la Tamise (Ministry of Fear) : Stephen Neale
- 1945 : La Duchesse des bas-fonds (Kitty) : Sir Hugh Marcy
- 1945 : Le Poison (The Lost Weekend) : Don Birnam
- 1946 : Champagne pour deux (The Well-Groomed Bride) : Lt. Dudley Briggs
- 1946 : Californie terre promise (California) : Jonathan Trumbo
- 1947 : Suprême aveu (The Imperfect Lady) : Clive Loring
- 1947 : The Trouble with Women (en) : Professor Gilbert Sedley
- 1947 : Les Anneaux d'or (Golden Earrings) de Mitchell Leisen : Col. Ralph Denistoun
- 1947 : Hollywood en folie (Variety Girl) de George Marshall : Ray Milland
- 1948 : La Grande Horloge (The Big Clock) : George Stroud
- 1948 : So Evil My Love ("une ame perdue") : Mark Bellis
- 1948 : Verdict secret (Sealed Verdict) : Maj. Robert Lawson
- 1948 : La Chasse aux millions (Miss Tatlock's Millions) de Richard Haydn : Cameo
- 1949 : Un pacte avec le diable (Alias Nick Beal), de John Farrow : Nick Beal
- 1949 : Faux Jeu (It Happens Every Spring) de Lloyd Bacon : Prof. Vernon Simpson

### Années 1950
- 1950 : Suzy... dis-moi oui ! (A Woman of Distinction) : Professor Alec Stevenson
- 1950 : Ma vie à moi (A Life of Her Own) : Steve Harleigh
- 1950 : Terre damnée (Copper Canyon) : Johnny Carter
- 1951 : Cœurs enchaînés (Close to My Heart) de William Keighley : Brad Sheridan
- 1951 : L'Enquête est close (Circle of Danger) : Clay Douglas
- 1951 : Night Into Morning : Philip Ainley
- 1951 : Rhubarb, le chat millionnaire : Eric Yeager
- 1952 : Les clairons sonnent la charge (Bugles in the Afternoon) : Kern Shafter
- 1952 : L'Ivresse et l'Amour (Something to Live For) : Alan Miller
- 1952 : L'Espion (The Thief) : Allan Fields
- 1953 : Courrier pour la Jamaïque (Jamaica Run) : Patrick Fairlie
- 1953 : Remarions-nous (Let's Do It Again) : Gary Stuart
- 1954 : Le crime était presque parfait (Dial M for Murder) : Tony Wendice
- 1955 : La Fille sur la balançoire (The Girl in the Red Velvet Swing) : Stanford White
- 1955 : Un homme traqué(A Man Alone) : Wes Steele
- 1956 : L'Homme de Lisbonne (Lisbon) : Capt. Robert John Evans
- 1956 : Je ne suis pas un espion (Three Brave Men) : Joe DiMarco
- 1957 : Le Bord de la rivière (The River's Edge) : Nardo Denning
- 1957 : Pilotes de haut-vol (High Flight) : Wing Commander Rudge
- 1958 : Le Perceur de coffres (en) (The Safecracker) : Colley W. Dawson

### Années 1960
- 1962 : L'Enterré vivant (The Premature Burial) de Roger Corman : Guy Carrell
- 1962 : Panique année zéro (Panic in Year Zero!) de lui-même : Harry Baldwin
- 1963 : L'Horrible Cas du Dr X (X) de Roger Corman : Dr James Xavier
- 1965 : Quick, Let's Get Married de William Dieterle : Mario Forni
- 1968 : Hostile Witness de lui-même : Simon Crawford

### Années 1970
- 1970 : Love Story (Love Story) d'Arthur Hiller : Oliver Barrett III
- 1972 : Baraka à Beyrouth ou Du rififi à l'ambassade (Embassy) : Ambassador
- 1972 : Les espions meurent à l'aube (The Big Game) : Prof. Handley
- 1972 : Les Crapauds (Frogs) : Jason Crockett
- 1972 : La Chose à deux têtes (The Thing with Two Heads) : Dr Maxwell Kirshner
- 1973 : The House in Nightmare Park : Stewart Henderson
- 1973 : Un Par de zapatos del '32 : Dr Mann
- 1973 : Terror in the Wax Museum : Harry Flexner
- 1974 : Gold : Hurry Hirschfeld
- 1975 : La Montagne ensorcelée (Escape to Witch Mountain) : Aristotle Bolt
- 1976 : Cuibul salamandrelor : The Boss
- 1976 : The Swiss Conspiracy : Johann Hurtil
- 1976 : Le Tigre du ciel (Aces High) : Brigadier General Whale
- 1976 : Le Dernier nabab (The Last Tycoon) : Fleishacker
- 1977 : L'Affaire de la fille au pyjama jaune (La Ragazza dal pigiama giallo) : inspecteur Thompson
- 1977 : Les Chats du diable (The Uncanny) : Frank Richards
- 1978 : Slavers : Hassan
- 1978 : Et la terreur commence (New-York black out) : Richard Stafford
- 1978 : Oliver's Story de John Korty : Oliver Barrett III
- 1979 : Le Putsch des mercenaires (Game for Vultures) de James Fargo : Colonel Brettle

### Années 1980
- 1980 : Survival Run : Professor
- 1980 : Les 13 Marches de l'angoisse (The Attic) de George Edwards : Wendell
- 1984 : Serpiente de mar : Professeur Timothy Wallace
- 1985 : The Gold Key (Vidéo) : Carl Bruhn

#### Télévision
- 1953 - 1955 : Meet Mr. McNutley (série télé) : Ray McNulty
- 1956 : Le Choix de... (Screen Directors Playhouse) (série télé) : Markheim
- 1956 : The Ford Television Theatre (série télé) : Peter Sloan
- 1956 - 1958 : General Electric Theater (série télé) : Russel Kent / Woodward / John / Caradoc Williams
- 1957 : Schlitz Playhouse of Stars (série télé) : Harry Carstairs
- 1958 : Suspicion (série télé) : Roy Markham
- 1958 : Decision (série télé) : Markham
- 1959 : Goodyear Theatre (série télé) : Binyon
- 1959 : Markham : Roy Markham
- 1959 - 1960 : Markham (série télé) : Roy Markham
- 1963 : The Silver Burro (téléfilm)
- 1963 : Suspicion (série télé) : Dr Howard Fennick
- 1969 : Daughter of the Mind (téléfilm) : Professor Samuel Constable
- 1970 : Company of Killers (téléfilm) : George DeSalles
- 1969 : Bracken's World (série télé) : Cameo
- 1970 : Les Règles du jeu (The Name of the Game) (série télé) : Jonathan Booker
- 1971 : Night Gallery (série télé) : Dr Archibald Ravadon
- 1971 : River of Gold (téléfilm) : Evelyn Rose
- 1971 : Columbo : Faux témoin (Death Lends a Hand) (série télé) : Arthur Kennicut
- 1971 : Black Noon (téléfilm) : Caleb Hobbs
- 1972 : Columbo : Dites-le avec des fleurs (The Greenhouse Jungle) (série télé) : Jarvis Goodland
- 1975 : The Dead Don't Die (téléfilm) : Jim Moss / Varrick
- 1975 : Ellery Queen (téléfilm) : Carson McKell
- 1976 : Le Riche et le Pauvre (Rich Man, Poor Man) (feuilleton télé) : Duncan Calderwood
- 1976 : Qu'est-il arrivé au bébé de Rosemary ? (Look What's Happened to Rosemary's Baby) (téléfilm) : Roman Castevet
- 1976 : Panique en plein ciel (Mayday at 40,000 Feet!) (téléfilm) : Dr Joseph Mannheim
- 1977 : Seventh Avenue (feuilleton télé) : Douglas Fredericks
- 1977 : Testimony of Two Men (feuilleton télé) : Jonas Witherby
- 1978 : Cruise Into Terror (téléfilm) : Dr Isiah Bakkun
- 1978 : Galactica: La bataille de l'espace (Battlestar Galactica) (téléfilm) : Sire Uri
- 1979 : The Darker Side of Terror (téléfilm) : Prof. Meredith
- 1979 : Drôles de dames, saison 4, épisode 25 (série TV) : Oliver Barrows
- 1980 : The Dream Merchants (téléfilm) : Lawrence Radford
- 1981 : L'Impitoyable organisation (Our Family Business) (téléfilm) : Tony
- 1982 : The Royal Romance of Charles and Diana (téléfilm) : Mr. Griffiths
- 1982 - 1983 : Pour l'amour du risque (Hart to Hart) (série télé) : Stephen Harrison Edwards / Professeur Timothy Wallace
- 1983 : Starflight: The Plane That Couldn't Land (téléfilm) : Q. T. Thornwell
- 1983 : Cave-In! (téléfilm) : Professeur Harrison Soames
- 1984 : Les Masques de la mort (The Masks of Death) (téléfilm) : le ministre de l'Intérieur

### Réalisateur
- 1955 : L'Homme traqué (A Man Alone)
- 1956 : L'Homme de Lisbonne (Lisbon)
- 1958 : Le Perceur de coffres (The Safecracker)
- 1961 : The Dick Powell Show (série télé)
- 1962 : Panique année zéro (Panic in Year Zero!)
- 1968 : Hostile Witness

### Producteur
- 1956 : L'Homme de Lisbonne (Lisbon)

## Récompenses et nominations
- Oscar du meilleur acteur en 1945 pour le rôle de Don Birnam dans Le Poison de Billy Wilder
- Prix d'interprétation masculine au Festival de Cannes 1946 pour Le Poison de Billy Wilder